# Malu Weber
Malu Weber é formada em jornalismo pela Universidade Federal do Paraná/PR e Unaerp/SP, pelo Programa de Gestão Avançado do APG (Amana Key) e pelo Curso Internacional de Comunicação Empresarial (Aberje/ Syracuse University). Atualmente deixou o  Grupo Votorantim, onde era Gerente Geral de Marca e Comunicação Corporativa, para assumir o cargo de diretora de comunicação e Public Affairs da  Johnson & Johnson Medical Devices na América Latina. 
Em 2014, ela foi reconhecida com o Troféu Mulher Imprensa. 